# Cratopoda helix
Cratopoda helix là một loài ruồi trong họ Asilidae. Cratopoda helix được Bromley miêu tả năm 1935. Loài này phân bố ở vùng Tân nhiệt đới.